# Campeonato Mundial de Patinaje de Velocidad sobre Hielo en Distancia Individual de 2017
El XVIII Campeonato Mundial de Patinaje de Velocidad sobre Hielo en Distancia Individual se celebró en Gangneung (Corea del Sur) entre el 9 y el 12 de febrero de 2017 bajo la organización de la Unión Internacional de Patinaje sobre Hielo (ISU) y la Federación Surcoreana de Patinaje sobre Hielo.
Las competiciones se realizaron en la pista de hielo Oval de Gangneung.

## Medallistas

### Masculino
| Evento                          | Oro                                                                        | Plata                                                      | Bronce                                                                              |
| ------------------------------- | -------------------------------------------------------------------------- | ---------------------------------------------------------- | ----------------------------------------------------------------------------------- |
| 500 m (10.02)                   | Jan Smeekens · Países Bajos · 34,58 s                                      | Nico Ihle · Alemania · 34,66 s                             | Ruslan Murashov · Rusia · 34,76 s                                                   |
| 1000 m (11.02)                  | Kjeld Nuis · Países Bajos · 1:08,26                                        | Vincent De Haître · Canadá · 1:08,54                       | Kai Verbij · Países Bajos · 1:08,78                                                 |
| 1500 m (12.02)                  | Kjeld Nuis · Países Bajos · 1:44,36                                        | Denis Yuskov · Rusia · 1:44,67                             | Sven Kramer · Países Bajos · 1:45,50                                                |
| 5000 m (09.02)                  | Sven Kramer · Países Bajos · 6:06,82                                       | Jorrit Bergsma · Países Bajos · 6:09,33                    | Peter Michael Nueva Zelanda 6:11,67                                                 |
| 10 000 m (11.02)                | Sven Kramer · Países Bajos · 12:38,89                                      | Jorrit Bergsma · Países Bajos · 12:43,95                   | Patrick Beckert · Alemania · 12:52,76                                               |
| Salida en grupo (12.02)         | Joey Mantia Estados Unidos 7:40,16                                         | Alexis Contin Francia 7:41,11                              | Olivier Jean · Canadá · 7:47,62                                                     |
| Persecución por equipos (10.02) | Países Bajos · Jorrit Bergsma · Jan Blokhuijsen · Douwe de Vries · 3:40,66 | Nueva Zelanda Shane Dobbin Reyon Kay Peter Michael 3:41,08 | Noruega · Sindre Henriksen · Simen Spieler Nilsen · Sverre Lunde Pedersen · 3:41,60 |

### Femenino
| Evento                          | Oro                                                                        | Plata                                                 | Bronce                                                              |
| ------------------------------- | -------------------------------------------------------------------------- | ----------------------------------------------------- | ------------------------------------------------------------------- |
| 500 m (10.02)                   | Nao Kodaira Japón 37,13 s                                                  | Lee Sang-Hwa Corea del Sur 37,48 s                    | Yu Jing China 37,57 s                                               |
| 1000 m (11.02)                  | Heather Bergsma Estados Unidos 1:13,94                                     | Nao Kodaira Japón 1:14,43                             | Jorien ter Mors · Países Bajos · 1:14,66                            |
| 1500 m (12.02)                  | Heather Bergsma Estados Unidos 1:54,08                                     | Ireen Wüst · Países Bajos · 1:54,19                   | Miho Takagi Japón 1:55,12                                           |
| 3000 m (09.02)                  | Ireen Wüst · Países Bajos · 3:59,05                                        | Martina Sáblíková · República Checa · 3:59,65         | Antoinette de Jong · Países Bajos · 4:01,99                         |
| 5000 m (11.02)                  | Martina Sáblíková · República Checa · 6:52,38                              | Claudia Pechstein · Alemania · 6:53,93                | Ivanie Blondin · Canadá · 6:57,14                                   |
| Salida en grupo (12.02)         | Kim Bo-Reum Corea del Sur 8:00,79                                          | Nana Takagi Japón 8:00,90                             | Heather Bergsma Estados Unidos 8:01,36                              |
| Persecución por equipos (10.02) | Países Bajos · Antoinette de Jong · Marrit Leenstra · Ireen Wüst · 2:55,85 | Japón Misaki Oshigiri Miho Takagi Nana Takagi 2:56,50 | Rusia · Olga Graf · Yekaterina Shijova · Natalia Voronina · 3:00,51 |

## Medallero
| Núm. | País            | Oro | Plata | Bronce | Total |
| ---- | --------------- | --- | ----- | ------ | ----- |
| 1    | Países Bajos    | 8   | 3     | 4      | 15    |
| 2    | Estados Unidos  | 3   | 0     | 1      | 4     |
| 3    | Japón           | 1   | 3     | 1      | 5     |
| 4    | Corea del Sur   | 1   | 1     | 0      | 2     |
| 4    | República Checa | 1   | 1     | 0      | 2     |
| 6    | Alemania        | 0   | 2     | 1      | 3     |
| 7    | Canadá          | 0   | 1     | 2      | 3     |
| 7    | Rusia           | 0   | 1     | 2      | 3     |
| 9    | Nueva Zelanda   | 0   | 1     | 1      | 2     |
| 10   | Francia         | 0   | 1     | 0      | 1     |
| 11   | China           | 0   | 0     | 1      | 1     |
| 11   | Noruega         | 0   | 0     | 1      | 1     |
|      | TOTAL           | 14  | 14    | 14     | 42    |